# 罗斯米德
罗斯米德，或譯為柔似蜜，是美国加利福尼亚州洛杉磯縣的一個城市。2000年人口53,505人。

## 教育
罗斯米德学区、艾爾蒙地高中學區、嘉偉學區和阿罕布拉聯合學區。

## 公共交通
由洛杉矶县都会运输局（LA Metro）运营的Metro Local 76路行经横贯罗斯米德北部的Valley Blvd，从罗斯米德坐76路到洛杉矶唐人街约40分钟，到洛杉矶市中心的核心区域约45分钟。76路发车频率为工作日高峰12-15分钟一班，工作日平峰及周末白天每15-20分钟一班，一周七天24小时运行。
Metro Local 70路和Metro Rapid 770路行经Garvey Blvd，从罗斯米德坐70路或770路到洛杉矶市中心约45分钟。70路发车频率为工作日高峰10-15分钟一班，工作日平峰及周末白天每15分钟一班，一周七天24小时运行。770路发车频率为工作日高峰10-15分钟一班，工作日平峰每15分钟一班，周六每20分钟一班，周日不运营。
Metro Local 266路行走于南北贯穿罗斯米德的Rosemead Blvd，每30-40分钟一班，可接驳洛杉矶轻轨L线（原称金线）的Sierra Madre Villa站，然后搭乘轻轨前往帕萨迪纳或亚凯迪亚。关于洛杉矶轻轨，请参阅洛杉矶轨道交通。
罗斯米德也有LA Metro运营的直达快车Metro Express 487（全周运行）及489路（只在工作日早晚高峰运行）走El Monte Busway直接前往洛杉矶市中心，到Downtown LA只需20分钟，沿途只停Cal State LA和USC Medical Center两站。
LA Metro旗下的各公交线路具体班次及票价信息可查询LA Metro官网 （页面存档备份，存于）。
另有Montebello Bus Lines运营的20路公交车，行走于San Gabriel Blvd和Montebello Blvd，可到The Shops at Montebello购物中心。具体信息请查阅Montebello Bus LInes官网 （页面存档备份，存于）。此外，谷歌地图，苹果IOS自带地图以及Transit App均可查询全美所有巴士及轨交的站点和班次信息。

## 姐妹城市
- 中華民國基隆市
- 墨西哥薩波潘